# アルザス＝ロレーヌ鉄道

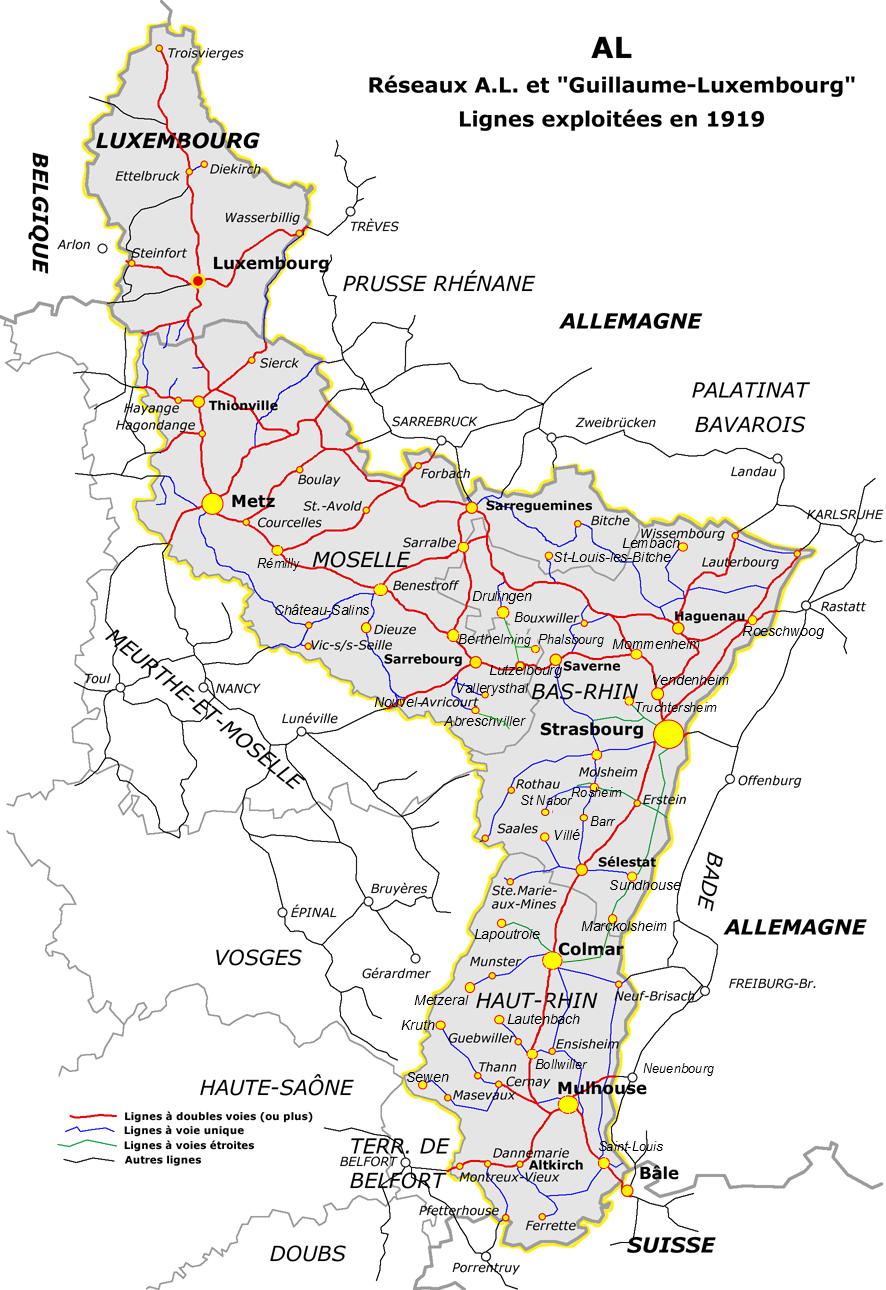
アルザス＝ロレーヌ鉄道の路線図（1919年）

アルザス＝ロレーヌ鉄道（アルザス＝ロレーヌてつどう、フランス語: Réseau ferroviaire d'Alsace-Lorraine）は、1919年から1937年までフランスのアルザス＝ロレーヌ地方に存在した鉄道網、およびその運営組織である。1938年からはフランス国鉄の一部となった。フランスの国有鉄道であるが、同時期にフランス西部の鉄道を運営していた国有鉄道（Réseau d'Etat, エタ鉄道、レゾ・デタ）とは別の組織である。
ここでは同地方がドイツ帝国領エルザス・ロートリンゲン州であった1871年から1918年まで存在した、ドイツ帝国国営のエルザス・ロートリンゲン鉄道についても記述する。

## 普仏戦争以前
アルザス地方はフランスでも鉄道の発達の早かった地域の一つであり、1839年にはミュルーズとタンの間の鉄道が開業した。1844年にはストラスブール（仮駅） - ミュルーズ間が全通し、またサン＝ルイを経てスイスのバーゼルまでの鉄道も開業した。1842年に公布されたフランスの鉄道幹線建設に関する法律（鉄道憲章）では、パリからストラスブール経由ドイツ国境までの路線が建設すべき幹線と指定され、1852年に全通した。当初これらの鉄道はストラスブール・バール（バーゼル）鉄道、パリ・ストラスブール鉄道などいくつかの会社に分かれていたが、1850年代には順次統合されて東部鉄道となった。
また1852年にはフォルバック経由プロイセン王国のザールブリュッケンへの、1861年にはストラスブールからライン川を渡ってバーデン大公国のケール (都市)への鉄道がそれぞれ開通している。

## エルザス＝ロートリンゲン鉄道

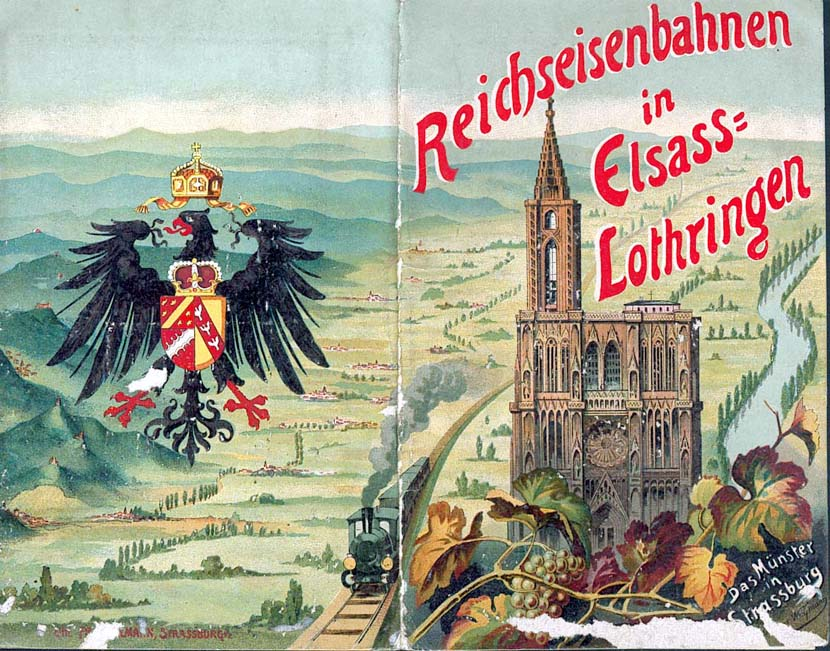
エルザス＝ロートリンゲン鉄道の広告

1870年に普仏戦争が勃発すると、フランス東部はプロイセン軍に占領され、その鉄道も接収されて軍事輸送に用いられた。1871年のフランクフルト講和条約によりアルザス＝ロレーヌはドイツ帝国に割譲され、帝国直轄州エルザス＝ロートリンゲンとなった。1871年12月9日にはエルザス＝ロートリンゲン帝国鉄道総管理局(ドイツ語: Kaiserliche General Direktion der Eisenbahnen in Elsass-Lothringen)が設置された。
ドイツ時代のエルザス＝ロートリンゲンでは新線の建設が急速に進められた。特にドイツの他の領邦との連絡が重視された。1914年時点では他領邦と14個所で結ばれており、うち10個所は複線の路線であった。一方フランスとの新たな国境線を越える幹線は3本のみであった。新線の建設にはフランスとの再度の戦争に備えた軍事的な意味もあった。またこの時期に複線の通行区分がフランス式の左側通行から右側通行に改められるなど、ドイツ式の規格が導入された。
ドイツ帝国においては、鉄道の運営は領邦単位に分割されており、帝国政府が直接経営する鉄道はエルザス＝ロートリンゲン鉄道のみであった。帝国宰相オットー・フォン・ビスマルクは鉄道を帝国鉄道庁の元に一元化しようと試みたが、各領邦の抵抗が強く十分に果たせなかった。またエルザス＝ロートリンゲンに隣接するバーデン大公国など南西ドイツの諸領邦はしばしば帝国政府の鉄道政策に反する態度をとった。このため帝国はエルザス＝ロートリンゲン鉄道を重視し、ベルリンやフランクフルト・アム・マイン、ケルンなどとスイスやイタリアを結ぶ列車がエルザス経由で運行された。

## アルザス＝ロレーヌ鉄道
1918年11月11日に調印された第一次世界大戦の休戦協定では、アルザス＝ロレーヌ地方の鉄道は31日以内に連合国に引き渡すことが定められており、フランス政府は12月1日までに鉄道の接収を完了した。1919年のヴェルサイユ条約発効とともに同地方は正式にフランス領に復帰したが、鉄道は東部鉄道には戻らず、西フランスのエタ鉄道とも異なる第二の国有鉄道として運営されることになり、6月19日にアルザス＝ロレーヌ鉄道が発足した。
1919年の時点で、路線の総延長は2228kmあり、うち214kmはルクセンブルク（ギヨーム・ルクセンブルク鉄道、Réseau ferroviaire Guillaume-Luxembourg）に、5kmはスイスに、39kmはザールにあった。
1920年代には、アルザス＝ロレーヌとフランスの他地域とを連絡する路線が盛んに建設された。メス - レルヴィル(Lérouville)間（パリへの経路を短絡）、ストラスブール - サン＝ディエ間などがその例である。また1937年には当時フランス最長の鉄道トンネルであったサント＝マリー＝オー＝ミーヌトンネル（Tunnel de Sainte-Marie-aux-Mines、後に廃線となり道路トンネルに転用）も開通している。
一方で、ドイツとの間の路線は一部を除いてローカル線と化した。たとえばドイツ時代の1877年に開通したストラスブール - ローターブール線は、元はストラスブール（シュトラスブルク）とカールスルーエを結ぶ路線の一部であり、第一次世界大戦中には軍事輸送にも用いられたが、1919年以降は普通列車が走るのみとなった。
ドイツ時代に右側通行に変更された複線の路線は、これを再び左側通行とするのは膨大な工事が必要となるためそのままにされた。
このころフランスの鉄道は三等級制をとっていたが、アルザス＝ロレーヌ鉄道は当初ドイツと同じく四等級制であり、1920年時点では利用者の半数以上が四等車の乗客であった。1921年に一等から三等に限って往復割引の制度が新設されたため、これ以後四等車の利用は減少し、1930年に廃止された。
1930年代になるとフランスの鉄道網の国による統合が進み、1938年1月1日をもってアルザス＝ロレーヌ鉄道はエタ鉄道および四大私鉄（パリ・リヨン・地中海鉄道、パリ・オルレアン・ミディ鉄道、北部鉄道、東部鉄道）と統合されてフランス国鉄（フランス・ナシオナル鉄道）の一部となった。フランス国鉄の路線は旧事業者の別によっていくつかの地域に分けられていたが、旧アルザス＝ロレーヌ鉄道は旧東部鉄道とともに東部地域(région Est)とされた。

## 統合後
第二次世界大戦中、フランスがドイツに占領されていた時期には、アルザス＝ロレーヌの鉄道は再びフランス国鉄から切り放され、ドイツ国営鉄道のカールスルーエ管理局の下に置かれた。

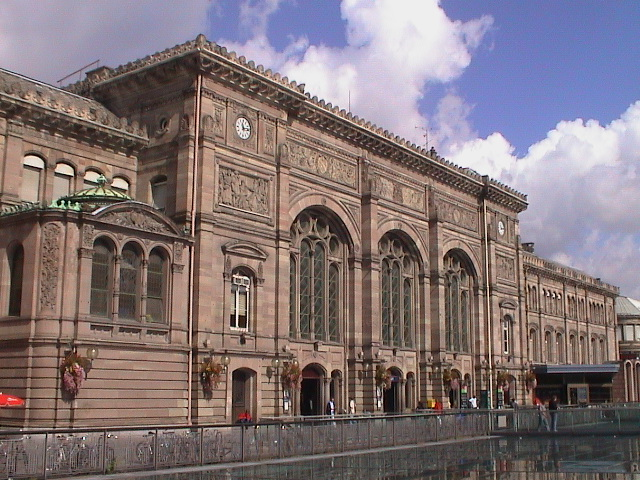
ストラスブールの駅舎（2003年）

2000年代に至っても、アルザス＝ロレーヌ地方の複線鉄道はドイツと同じ右側通行である。またストラスブールやメスの駅舎はドイツ時代のものがほぼそのまま用いられている。